# Amer Jukan
Amer Jukan, slovenski nogometaš bosanskega rodu, * 28. november 1978, Gračanica, Jugoslavija. 

## Dosežki
Hapoel Petah Tikva F.C.
- UEFA Intertoto Cup: 2004-05